# Amastus erebella
Amastus erebella là một loài bướm đêm thuộc phân họ Arctiinae, họ Erebidae.